# Diploscapter bicornis
Diploscapter bicornis är en rundmaskart. Diploscapter bicornis ingår i släktet Diploscapter och familjen Rhabditidae. Inga underarter finns listade i Catalogue of Life.